# 에곤 본디
에곤 본디(Egon Bondy, 1930년 1월 20일 ~ 2007년 4월 9일)는 체코의 시인이자 철학자로, 본명은 즈비네크 피셰르(체코어:Zbyněk Fišer)이다.
1930년 프라하에서 태어났고, 오늘 날에 에곤 본디는 주로 극좌 혁명 이론의 대변자이자 부르주아 민주주의의 반대자로만 인식되고 있으나 시인이자 철학자로 많은 시집과 산문 작품, 철학 에세이, 유럽 역사와 유럽 이외 지역의 철학에 관한 글을 썼다.
1940년대말에는 초현실주의 그룹에서 활동하며 1950년대초에 불법적인 사미즈다트로 데뷔했다. 1957년-1961년에는 프라하 카렐 대학교에서 철학과 심리학을 공부했다. 1960년대이래 프라하 언더그라운드의 주요 인물이었다. 1970년대에 그의 시들이 Plastic People of the Universe' 로 뮤지컬화 되면서 에곤 본디는 언더그라운드의 전설이 되었다.
에곤 본디의 비순응주의는 공산 정권과 충돌을 일으켰고 그의 작품은 3편의 순수한 철학 작품을 제외하고는 1989년까지 공식적으로 출판될 수 없었고 사미즈다트로만 유포되었다.
최근에 에곤 본디는 카를 마르크스 연구와 현대 자본주의에 대한 비판에 관심을 가지게 되었다. 그는 항상 존재론적 문제들에 관심을 가져왔다.
에곤 본디의 작품은 매우 개성이 넘친다. 프라하 출신 작가인 보후밀 흐라발과 가까운 친구였으며 20세기 체코 지식인 중 가장 영향력 있는 인물 중 한 명이다.
2007년 4월 9일 사망했다.

## 작품
- Invalidní sourozenci - 1981년 Toronto
- Pražský život (프라하의 삶) - Mnichov 1985년
- Sklepní práce (지하실에서의 작업) - 1988년 토론토
- Nesmrtelná dívka - Mnichov 1989년

### 철학
- Otázky bytí a existence (있음과 존재의 물음) , 1967년
- Útěcha z ontologie , 1967년
- Buddha (붓다), 1968년
- Poznámky k dějinám filozofie (철학사에 관한 메모) , 1991년부터 여러 권의 책으로 출판됨
- Filosofické eseje (철학 에세이), 1993년